# Hardin, Illinois
Hardin là một làng thuộc quận Calhoun, tiểu bang Illinois, Hoa Kỳ. Năm 2010, dân số của làng này là 967 người.

## Dân số
Dân số qua các năm:
- Năm 2000: 959 người.
- Năm 2010: 967 người.